# 島根県道327号市木井原線
島根県道327号市木井原線（しまねけんどう327ごう いちぎいばらせん）は、島根県邑智郡邑南町を通る一般県道である。

## 概要
邑智郡邑南町市木から邑南郡邑南町井原に至る。
1991年（平成3年）12月7日に供用を開始した浜田自動車道 瑞穂ICと旧邑智郡石見町中心部を結ぶ道路として建設された。

### 路線データ
- 起点：邑智郡邑南町市木（島根県道・広島県道5号浜田八重可部線交点）
- 終点：邑智郡邑南町井原（普明司（ふみょうじ）交差点、国道261号交点、島根県道・広島県道7号浜田作木線・広島県道・島根県道112号三次江津線上）

## 歴史
- 1986年（昭和61年）12月26日 - 島根県告示第1,156号により認定される。
- 1992年（平成4年） - 邑智郡瑞穂町・石見町町境に建設されていた原山トンネルが開通する。
- 2004年（平成16年）10月1日 - 邑智郡石見町・羽須美村・瑞穂町対等合併して邑智郡邑南町が成立したため全区間が邑智郡邑南町域を通る路線になり、併せて起終点の地名も変更される（邑智郡瑞穂町市木→邑智郡邑南町市木、邑智郡石見町井原→邑智郡邑南町井原）。

## 路線状況

### 通称
- 原山雲海ロード

### 重複区間
- 島根県道・広島県道7号浜田作木線（邑智郡邑南町矢上 - 邑智郡邑南町井原（終点））
- 島根県道297号皆井田江津線（邑智郡邑南町矢上 - 邑智郡邑南町中野）
- 広島県道・島根県道112号三次江津線（邑智郡邑南町矢上 - 邑智郡邑南町井原（終点））

### 道路施設

#### トンネル
- 原山トンネル：延長1,461 m、1992年（平成4年）竣工、邑智郡邑南町市木 - 邑智郡邑南町矢上

## 地理

### 通過する自治体
- 邑智郡邑南町

### 交差する道路
| 交差する道路                                                                                          | 交差する場所 | 交差する場所                      |
| --- | ------------ | --------------------------------- |
| 島根県道・広島県道5号浜田八重可部線 島根県道50号田所国府線 重複                                       | 市木         | 起点                              |
| 島根県道・広島県道7号浜田作木線 重複区間起点                                                          | 矢上         |                                   |
| 広島県道・島根県道112号三次江津線 重複区間起点 島根県道297号皆井田江津線 重複区間起点                 | 矢上         |                                   |
| 島根県道297号皆井田江津線 重複区間終点                                                                | 中野         |                                   |
| 国道261号 島根県道・広島県道7号浜田作木線 重複区間終点 広島県道・島根県道112号三次江津線 重複区間終点 | 井原         | 普明司（ふみょうじ）交差点 / 終点 |

### 沿線
- E74 浜田自動車道 2 瑞穂IC（起点付近）
- いわみ温泉霧の湯
- 石見スタジアム
- 香木の森公園
- 邑南町役場
- 邑南町立図書館石見分館
- 島根県立矢上高等学校
- いこいの村しまね
- いこいの村しまねスキー場